# 海南风吹楠
海南风吹楠（学名：Horsfieldia hainanensis）为肉豆蔻科风吹楠属下的一个种。其种加词“hainanensis”意为“海南的”。
现接受名为大叶风吹楠（Horsfieldia kingii (Hook.fil.) Warb., 1897）。